# 리처드 윈터스
리처드 데이비스 윈터스 또는 딕 윈터스(Richard Davis "Dick" Winters, 1918년 1월 21일 ~ 2011년 1월 2일)는 제2차 세계 대전 도중 101 공수 사단의 506 낙하산 보병 연대의 2대대에 속한 E 중대 (일반적으로 "이지 중대" 라고 알려져 있다)를 지휘한 미국 육군의 장교이다. HBO의 미니시리즈 밴드 오브 브라더스에서 리처드 윈터스 역은 영국 배우 데미안 루이스가 연기하였다.

## 어린 시절
윈터스는 펜실베이니아주 랭카스터에서 출생하였고 그 인근의 에프라타에서 성장하였다. 윈터스는 프랭클린 앤 마샬 대학(Franklin and marshall College)을 1941년 1년간 대학을 다닐 때 윈터스는 좀 더 돈을 벌기 위해 송전탑에 페인트칠 하는 일을 했다. 윈터스는 그의 자서전인 밴드 오브 브라더스의 뒷이야기: 딕 윈터스 소령의 전쟁 회상(Beyond Band of Brothers: The War Memoirs of Major Dick Winters)에서 자신이 송전탑 꼭대기에 올라가 있는 사진을 공개하기도 하였다.

## 제2차 세계 대전
윈터스는 복무 시간을 단축하기 위해 1941년 육군의 사병으로 지원하였다. 기초 군사 훈련을 마치는 동안 그는 미국 조지아주 포트 베닝에서 이루어지는 육군의 장교 후보 과정(OCS: Officer Candidate School)의 장교 후보생으로 선발되었다. 여기서 그는 그의 친구 루이스 닉슨을 만났으며, 과정을 마친 뒤 소위로 임관하였다. 조지아주 북동쪽에 있는 토코아 기지의 공수부대 훈련소에 자원한 윈터스는 이어서 506 낙하산 보병 연대 2대대 E 중대 (이지 중대)의 소대장으로서 부대 창설 인원이 되었다. 토코아 주둔지 시절 도중 윈터스는 원래의 중대장 허버트 소블 대위 아래에서 부중대장(Excutive Officer, XO)으로 내정되는 한편 중위로 진급하였다.
101 공수 사단이 1943년 9월 영국으로 배치된 후, 윈터스가 훗날 "하극상"이라고 불렀던 이지 중대의 부사관들의 분노가 폭발한 사건이 있었다. 소블은 교체되었고 이지 중대의 중대 지휘관 자리는 노르망디 상륙 작전 전까지의 짧은 기간 동안 중위 토머스 미헌 3세가 맡게 되었다. 그러나, 추정 시각 1944년 6월 6일 오전 1시 15분, 미헌과 이지 중대 본부 요원들을 태우고 날아가던 C-47 스카이트레인 수송기가 독일 대공포에 의해 격추서 탑승자 전원이 사망한 것으로 추정되었다.
윈터스도 이날 밤 강하하여 생 메글리제 인근에 낙하하였다. 윈터스는 강하 도중 모든 무장을 잃어버리고 말았지만 그는 방향을 잡고 주위에 있는 82 공수사단에 속한 공수부대원 몇 명을 규합하여 부대를 결성한 후 생 마리 드 몽을 향해 이동하였다. 미헌 중위의 전사를 모르는 상태에서 윈터스는 이지 중대의 사실상의 중대장 직무대행이 되었다. 이 상태는 노르망디 상륙 작전 기간 내내 유지되었다.
D-데이 다음 날 윈터스는 유타 해안에서 다른 곳으로 나가는 둑길 위를 88mm 대포로 포격하는 독일군 포병 중대를 공격하기 위해 중대를 이끌었다. 이 대포들은 독일군 1개 소대가량이 지키고 있었던 반면 윈터스는 13명만을 지휘하였다. 르 그랑-쉐민 마을의 남쪽에서 있었던 이 공격은 브레꾸르 마뇨르 전투로 일컬어지는데, 이 공격은 아직도 미국 육군 사관 학교에서 강의되고 있다.
브레꾸르 마뇨르 전투의 수훈으로 윈터스는 의회 명예 훈장(Medal of Honor) 수여자로 추천되었다. 하지만 이 서훈은 미 육군의 두 번째로 높은 무공 훈장인 청동 무공 십자 훈장(Distinguised Service Cross)으로 급이 낮아졌는데, 이 이유는 사단 당 1명에게만 명예 훈장을 주기로 한 정책 때문이었다. (101 공수 사단의 로버트 G 콜 중령이 노르망디 상륙 작전의 공로로 명예 훈장을 받았다). 텔레비전 미니시리즈 《밴드 오브 브라더스》가 방영된 후 윈터스에게도 명예 훈장을 소급하여 수여하여야 한다는 서명 운동이 시작되었지만 미국 보훈 위원회(U.S. House Armed Services Committe)에서의 반응은 아직 없다.
1944년 9월 네덜란드에서의 마켓가든 작전 도중 윈터스는 506 낙하산 보병 연대 2대대의 부대대장(XO) 이 됨과 동시에 (당시 부대대장이 전사하여 공석이 되었으므로) 대대장 직무대행이 되었다. 보통 부대대장은 민가에 숙식할 때의 작성 서류(billet)에 소령이라고 기입하지만, 윈터스는 여전히 대위라고 기입하였다. 네덜란드에서의 군사 작전을 도중 윈터스는 20명의 이지 중대원과 함께 성공적으로 200명의 독일군을 공격하였다.
1944년 12월 16일 독일군은 벨기에에서 연합군에 대한 반격을 시작하였다. 12월 18일 101 공수 사단이 트럭을 타고 바스토뉴로 이동한 후, 윈터스 대위(2대대 행정관)와 이지 중대는 벨기에 포이 마을 근처인 바스토뉴 북동쪽에 방어선을 쳤다(바스토뉴 포위전). 미 제3군이 바스통 부근의 독일군 방어선을 돌파하기 전까지 101 공수 사단 전체와 미국 10 기갑사단 일부는 소수의 정예 독일군 사단에 의해 일주일가량 고립되었다. 독일군의 포위가 풀린뒤, 이지 중대는 포이 마을 공격을 이끌었다. 이 공격 도중 윈터스는 로널드 스피어스 중위에게 이지 중대의 무능한 지휘관 노먼 다이크 중위를 대신하여 이지 중대를 이끌라고 명령을 하기도 한다. 윈터스는 이 벌지 전투 이후 소령으로 진급하였으며 전쟁이 끝날 때까지 이 계급을 유지하였다. 윈터스는 1945년 10월에서 11월까지 유럽에 남아 있었다.

## 제2차 세계 대전 이후
전쟁 이후 윈터스는 얼마간 그의 전우 루이스 닉슨의 가업인 닉슨 질산 칼륨(Nixon Nitration Works)에서 일했지만 한국 전쟁으로 인해 미국 레인저 부대에서 보병을 훈련시키기 위해 재소집되었다. 두 번째 군무를 마친 뒤 윈터스는 가축 사료 제품을 펜실베이니아 전체의 농부들에게 판매하는 사업을 시작하였으며, 그와 그의 아내 에텔(Ethel)은 윈터스가 지은 그들의 농가 근처에 작은 농장을 구입하였다. 윈터스는 그 곳에서 두 명의 아이들을 키웠다.
이후 펜실베이니아 해리스버그 근처의 허쉬에서 은퇴한 윈터스는 스티븐 앰브로즈가 1992년 낸 책 밴드 오브 브라더스 : 101 공수 사단 506 낙하산 보병 연대, 노르망디에서 히틀러의 독수리 둥지까지(Band of Brothers: E Company, 506th Regiment, 101st Airborne from Normandy to Hitler's Eagle's Nest) 와 HBO의 미니시리즈 밴드 오브 브라더스에 노출되면서 "가장 위대한 세대"의 상징이 되었다.
윈터스를 소재로 한 책으로는 래리 알렉산더가 쓰고 2005년 출판된 가장 큰 형 : 딕 윈터스 소령의 삶, 밴드 오브 브라더스를 이끈 사람(Biggest Brother: The Life of Major Dick Winters, The Man Who Lead the Band of Brothers)과 전쟁사가이자 퇴역 미국 육군 대령인 콜 C. 킹시드와 함께 쓰고 2006년 초 출판된 밴드 오브 브라더스의 뒷 이야기 : 딕 윈터스 소령의 전쟁 회상(Beyond Band of Brothers: The War Memoirs of Major Dick Winters)이 있다.
2011년 1월 2일, 숙환으로 별세하였다.

## 수훈 내역
- 수훈 십자 훈장(Distinguished Service Cross)
- 떡갈나무 잎(Oak Leaf Cluster)이 하나 있는 청동 성장(Bronze Star Medal)
- 명예 상이 기장(Purple Heart)
- 미국 방위 훈장(American Defense Service Medal)
- 유럽-아프리카-중동 전선 기장(European-African-Middle Eastern Campaign Medal)
- 점령군 기장(Army of Occupation Medal)
- 제2차세계대전 승전 기장(World War II Victory Medal)
- 국가 방위 기장(National Defense Service Medal)
- 떡갈나무 잎(Oak Leaf Cluster)이 하나 있는 점령군 기장(Presidential Unit Citation)
- 왕립 네덜란드군의 오렌지 랜야드(Orange Lanyard of the Royal Netherlands Army)
- 에인트호번 시 메달(Medal of the City of Eindhoven)(2006년)

## 같이 보기
- 미국 506 낙하산 보병 연대 E 중대
- 《밴드 오브 브라더스》

## 참고 문헌
- Band of Brothers: E Company, 506th Regiment, 101st Airborne from Normandy to Hitler's Eagle's Nest, 스티븐 앰브로즈, Simon & Schuster, 1992년. ISBN 0-7434-6411-7
- D-Day, June 6, 1944, The Battle For The Normandy Beaches, 스티븐 앰브로즈, Simon & Schuster, 1994년. ISBN 0-7434-4974-6
- Beyond Band of Brothers : The war memoirs of Major Dick Winters , 딕 윈터스 소령 (콜 C 킹시드 공저), Berkley Hardcover, 2006년. ISBN 0-425-20813-3
- Biggest Brother: The Life of Major Dick Winters, The Man Who Led the Band of Brothers, 래리 알랙산더, NAL Hardcover, 2005년, ISBN 0-451-21510-9